# Reteporella frigidoidea
Reteporella frigidoidea är en mossdjursart som först beskrevs av Liu och Hu 1991.  Reteporella frigidoidea ingår i släktet Reteporella och familjen Phidoloporidae. Inga underarter finns listade i Catalogue of Life.